# Cynthia Erivo
Cynthia Chinasaokwu Onyedinmanasu Erivo (/əˈriːvoʊ/ ə-REE-voh; n. 8 ianuarie 1987, Greater London, Anglia, Regatul Unit) este o actriță și cântăreață britanică. A primit mai multe premii, inclusiv un premiu Daytime Emmy Award⁠(d), un premiu Grammy și un premiu Tony, precum și nominalizări la două premii Oscar și patru premii Globul de Aur. Este unul dintre puținii artiști cu nominalizări EGOT.

## Biografie
Erivo a debutat în West End în musicalul Umbrelele din Cherbourg (2011). Mai târziu a debutat pe Broadway ca Celie, o femeie care suferă abuzuri în Sudul SUA, în refacerea muzicală The Color Purple din 2015 până în 2017. Munca ei i-a adus premiul Tony din 2016 pentru cea mai bună actriță într-un muzical și premiul Grammy din 2017 pentru cel mai bun album de comedie muzicală. Ea a apărut în filme de crimă din 2018 ca Văduve și Vremuri grele la El Royale. Pentru interpretarea ei ca Harriet Tubman în filmul biografic Harriet (2019), a primit o nominalizare la Premiul Oscar pentru cea mai bună actriță; de asemenea, ea a scris și interpretat melodia „Stand Up”, care i-a adus o nominalizare pentru cel mai bun cântec original. De atunci, a jucat rolul Elphaba⁠(d) în filmul muzical fantasy Vrăjitoarele (2024).
În televiziune, a jucat-o pe Holly Gibney în miniserialul HBO dramatic de crimă The Outsider (2020) și pe Aretha Franklin în serialul de antologie National Geographic Geniul: Aretha (2021), ultimul i-a adus o nominalizare la premiul Emmy pentru cea mai bună actriță.
În cariera sa de cântăreață, a lansat single-uri, precum și albumul solo Ch. 1 vs. 1 (2021).

## Filmografie

### Film
| † | Filme care nu au fost încă lansate |

| An   | Titlu                             | Rol               | Note            |
| ---- | --------------------------------- | ----------------- | --------------- |
| 2018 | Văduve                            | Belle             |                 |
| 2018 | Vremuri grele la El Royale        | Darlene Sweet     |                 |
| 2019 | Harriet⁠(d)                        | Harriet Tubman    |                 |
| 2021 | Haos ambulant                     | Hildy             |                 |
| 2021 | Amintirile și timpul              | Janine Mikkelsen  |                 |
| 2022 | Pinocchio                         | The Blue Fairy⁠(d) |                 |
| 2023 | Derivă                            | Jacqueline        | Și producătoare |
| 2023 | Luther: Apus de soare             | Odette Raine      |                 |
| 2024 | Vrăjitoarele - partea I           | Elphaba Thropp⁠(d) |                 |
| 2025 | Vrăjitoarele - partea a II-a⁠(d) † | Elphaba Thropp⁠(d) | Post-producție  |

### Televiziune
| An        | Titlu                                            | Rol                                  | Note                                                   |
| --------- | ------------------------------------------------ | ------------------------------------ | ------------------------------------------------------ |
| 2015      | Gumă de mestecat                                 | Magdalene                            | Episodul: "Tolled Road"                                |
| 2016      | Mr Selfridge⁠(d)                                  | Alberta Hunter                       | 2 episoade                                             |
| 2016      | The Tunnel⁠(d)                                    | Mel                                  | Episodul#2.3                                           |
| 2017–2019 | Orașul femeilor                                  | Lisa                                 | 2 episoade                                             |
| 2018      | Bebe Șef: Înapoi la treabă                       | Turtleneck Superstar CEO Baby (voce) | Episodul: "As the Diaper Changes"                      |
| 2019      | Anthem: Homunculus⁠(d)                            | Joan                                 | 3 episoade                                             |
| 2019      | Sunny Day                                        | Dr. Vanessa (voce)                   | 1 episod                                               |
| 2020      | The Outsider                                     | Holly Gibney⁠(d)                      | Rol secundar (8 episoade)                              |
| 2020      | James and the Giant Peach with Taika and Friends | Ladybird                             | 1 episod                                               |
| 2020      | American Idol                                    | Rolul ei                             | Episodul: "316 (On With the Show: Grand Finale)"       |
| 2021      | Genius                                           | Aretha Franklin                      | Rol principal (8 episoade)                             |
| 2021      | RuPaul's Drag Race⁠(d)                            | Rolul ei (judecătoare invitată)      | Episodul: "Henny, I Shrunk the Drag Queens!⁠(d)"        |
| 2021      | Strictly Come Dancing⁠(d)                         | Rolul ei (judecătoare invitată)      | 2 episoade                                             |
| 2022      | Fraggle Rock: Back to the Rock⁠(d)                | The Archivist (voce)                 | Episodul: "The Glow"                                   |
| 2022      | Roar⁠(d)                                          | Ambia                                | Episodul: "The Woman Who Found Bite Marks on Her Skin" |
| 2023      | Star Wars: Visions                               | Kratu (voce)                         | Episodul: "Aau's Song"                                 |
| 2023      | Blue's Clues & You!                              | Jingles (voce)                       | Episodul: "Josh and Blue's Ice Cream Shoppe"           |
| 2023      | Strange Planet⁠(d)                                | Dreamer (voce)                       | Episodul: "Key Change"                                 |
| 2024      | Moon Girl and Devil Dinosaur                     | Dr. Akonam Ojo (voce)                | Episodul: "Make It, Don't Break It!"                   |
| 2025      | Robogobo                                         | The Slink (voce)                     | Rol secundar                                           |

### Teatru
| An(i)     | Titlu                                                  | Rol                                        | Loc                                    | Ref. |
| --------- | ------------------------------------------------------ | ------------------------------------------ | -------------------------------------- | ---- |
| 2010      | Marine Parade⁠(d)                                       | Diverse                                    | Brighton Festival⁠(d)                   |      |
| 2010      | I Was Looking at the Ceiling and Then I Saw the Sky⁠(d) | Leila                                      | Theatre Royal, Stratford East⁠(d)       |      |
| 2011      | The Umbrellas of Cherbourg                             | Madeleine                                  | Gielgud Theatre⁠(d)/ Curve Theatre⁠(d)   |      |
| 2011–2012 | Sister Act⁠(d)                                          | Deloris Van Cartier / Sister Mary Clarence | UK Tour                                |      |
| 2013      | Lift                                                   | Lap Dancer                                 | Soho Theatre⁠(d)                        |      |
| 2013      | The Color Purple⁠(d)                                    | Celie Harris Johnson                       | Menier Chocolate Factory⁠(d)            |      |
| 2014      | I Can't Sing! The X Factor Musical⁠(d)                  | Chenice                                    | London Palladium⁠(d)                    |      |
| 2014      | Dessa Rose⁠(d)                                          | Dessa Rose                                 | Trafalgar Studios⁠(d)                   |      |
| 2014–2015 | Henry IV⁠(d)                                            | Poins⁠(d)/The Earl of Douglas⁠(d)            | Donmar Warehouse⁠(d), London            |      |
| 2015      | How to Succeed in Business Without Really Trying⁠(d)    | Rosemary Pilkington                        | Royal Festival Hall⁠(d)                 |      |
| 2015      | A Midsummer Night's Dream                              | Puck⁠(d)                                    | Liverpool Everyman⁠(d)                  |      |
| 2015–2017 | The Color Purple⁠(d)                                    | Celie Harris Johnson                       | Bernard B. Jacobs Theatre⁠(d), Broadway |      |
| 2016      | The Last Five Years⁠(d)                                 | Cathy Hiatt                                | The Town Hall⁠(d)                       |      |
| 2023      | Gutenberg! The Musical!⁠(d)                             | The Producer (One night only)              | James Earl Jones Theatre, Broadway     |      |
| 2024      | A Little Night Music⁠(d)                                | Petra                                      | Lincoln Center, New York               |      |

### Podcast-uri
| An   | Titlu                | Rol                          | Note                      |
| ---- | -------------------- | ---------------------------- | ------------------------- |
| 2019 | Carrier⁠(d)           | Raylene Watts                | Rol secundar (6 episoade) |
| 2019 | The Two Princes      | Queen Malkia of the Midlands | Rol secundar (5 episoade) |
| 2020 | Hank the Cowdog⁠(d)   | Madame Moonshine             | Rol secundar (6 episoade) |
| 2024 | George Orwell's 1984 | Julia                        |                           |